# Copris subsidens
Copris subsidens là một loài bọ cánh cứng trong họ Bọ hung (Scarabaeidae).